# Sascha Goetzel

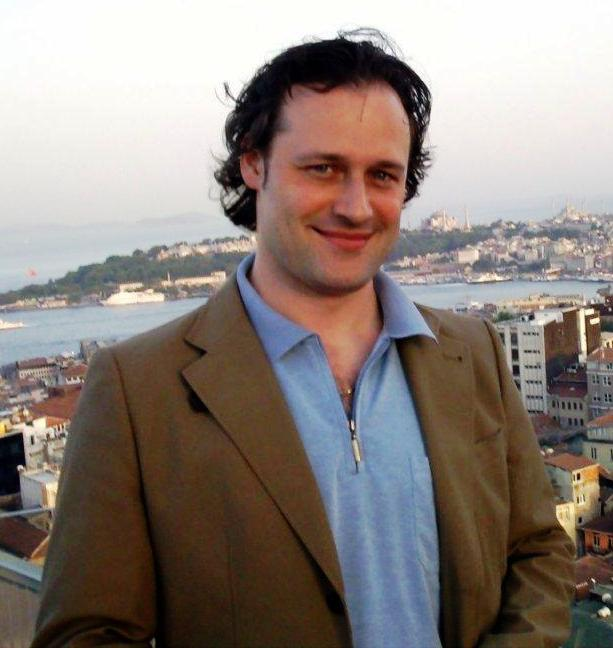
Sascha Goetzel

Sascha Goetzel (amtliche Schreibweise: Götzel, * 1970 in Wien) ist ein österreichischer Dirigent, Violinist und Arrangeur.

## Leben und Wirken
Auf das Violinstudium an der Musikhochschule Graz folgte ein Studium an der Juilliard School in New York und eine Einladung von Seiji Ozawa als Fellowship Dirigent zum Tanglewood Music Festival. Ein Engagement als Substitut machte ihn zum langjährigen freischaffenden Mitglied bei den Wiener Philharmonikern. Unterricht erhielt er ferner bei Dirigenten wie Zubin Mehta, Seiji Ozawa und Riccardo Muti. An der Sibelius-Akademie in Finnland war er Meisterschüler von Jorma Panula.
Seit Beginn seiner Laufbahn, erarbeitete er sich weltweit einen außergewöhnlichen Ruf als Orchesterleiter und Entwickler, mit großem Engagement in der Evolutionierung von traditioneller Klangkultur, sowie dynamischer Programmgestaltung.
Seit 2008 leitet er als Chefdirigent das Borusan Istanbul Philharmonic Orchestra, welches er durch international außergewöhnliche Projekte, CD-Aufnahmen und zahlreiche Tourneen zu einem weltweit anerkannten Klangkörper formte. Dabei führte er das Orchester zu Auftritten unter anderem bei den Salzburger Festspielen, den BBC Proms, dem Hong Kong Arts Festival, dem Teatre des Champs-Elysees, dem Royal Concertgebouw sowie dem Wiener Musikverein und Wiener Konzerthaus.
Seit der Saison 2019–2020 bekleidet Sascha Goetzel zusätzlich den Posten des Ersten Gastdirigenten beim Sofia Philharmonic Orchesters, mit der Realisierung und Einspielung aller Sinfonien von Gustav Mahler.
Seit 2014 ist er künstlerischer Leiter der Music For Peace Foundation in Istanbul (Baris Icin Muzik), einer Schwesterorganisation des internationalen El-Sistema-Projekts, seit 2018 Principal Conductor des Kirishima International Music Festivals in Japan.
Weitere Positionen in seiner Laufbahn waren: 2007 bis 2013 Principal Conductor der Kuopio Symphony in Finnland;
2012 bis 2015 Erster Gastdirigent des Orchestre Symphonique de Bretagne; 2013 bis 2017 Principal Guest Conductor des Kanagawa Philharmonic Orchestra; Resident Conductor des Pacific Music Festivals in Japan.
Seit Beginn des Millenniums arbeitet er regelmäßig als Gastdirigent mit internationalen Orchestern zusammen: Mariinsky Orchester, Orchestre National de France, NHK-Symphony Orchestra, Israel Philharmonic Orchestra, Yomiuri-Nippon-Sinfonieorchester, London Philharmonic Orchestra, Royal Philharmonic Orchestra, Birmingham Symphony Orchester, RSO-Wien, Orchestre National Bordeaux Aquitaine, Orchestre national des Pays de la Loire, Kioi-Chamber Orchester, Kyoto Symphonie Orchester, Münchner Symphonikern, Vancouver Symphony, Shanghai Symphony Orchestra, Berliner Symphonikern, Orchester Fondazione Petruzzelli, Orchester de Chamber de Paris, sowie der NDR Radiophilharmonie Hannover.
Unter den internationalen Solisten, mit denen er kollaboriert hat, sind Maxim Vengerov, Murray Perahia, Rudolf Buchbinder, Yuja Wang, Vadim Repin, Daniel Hope, Hillary Hahn und Branford Marsalis.
Sein Debüt als Operndirigent an der Wiener Staatsoper von „Le nozze di Figaro“ 2014 erhielt großes Lob von der internationalen Fachpresse mit sofortigen Wiedereinladungen für verschiedene Opernproduktionen: Der Rosenkavalier; Don Giovanni; Le nozze di Figaro; La Boheme; Rigoletto; Die Zauberflöte und die Fledermaus. Weitere Operndirigate führten ihn an die Opera Anger-Nantes, das Tiroler Landestheater, die Opera de Montpelier, die Opera de Rennes, die Wiener Volksoper und die Tokyo Nikkikai Opera Company in Tokyo Bunka Kaikan und die Zürcher Oper (Jänner 2020). Unter den zahlreichen Sängern, mit denen er zusammenarbeitete, sind Renée Fleming, Roberto Alagna, Michael Schade und Juan Diego Florez, sowie Thomas Hampson, Bryn Terfel, Piotr Beczala, Bo Skovhus und Ian Bostridge.
Neben der regelmäßigen Zusammenarbeit mit verschiedenen Jugendorchestern ist Goetzel von der Bedeutung Kunst und Musikerziehung überzeugt und schlägt Brücken für ein gegenseitiges multikulturelles Verständnis von Ethik, Vielfalt, Hybridität und Diversität. Er unterstützt aktiv als Dirigent und künstlerischer Leiter internationale Kulturaustausch und Bildungsprojekte wie „Music for Peace“ und El Sistema, SEYO und einem Projekt der Europäischen Union in Kanada mit Tournee des EUYO & NYO-Can.
Auf den Labels Deutsche Grammophon und Onyx haben Goetzel und die Borusan Istanbul Philharmonic international preisgekrönte Alben veröffentlicht: Baïka (2018), Turnage & Berlioz (2018), Tschaikowsky: Violinkonzert Rokoko-Variationen (2017), Carmen (2016), Rimsky-Korsakov: Sheherazade (2014), Music from the Machine Age (2012) und Sascha Goetzel dirigieren Respighi, Hindemith & Schmitt (2010).

## Auszeichnungen
Goetzel erhielt den internationalen Rotary Scholarship Preis und einen „Conducting Fellowship Award“ zum Tanglewood Musik Festival.